# Série mondiale 1970
La Série mondiale 1970 est la 67e série finale de la Ligue majeure de baseball.
Elle se joue du 10 au 15 octobre 1970. Représentants de la Ligue américaine, les Orioles de Baltimore remportent le deuxième titre de leur histoire, défaisant quatre victoires à une les Reds de Cincinnati, leurs adversaires de la Ligue nationale. C'est la seconde de trois apparitions consécutives en Série mondiale pour les Orioles, qui perdent les finales de 1969 et de 1971, et le dernier titre savouré par Baltimore jusqu'à la Série mondiale 1983. Le joueur de troisième but étoile des Orioles, Brooks Robinson, est élu joueur par excellence de la Série mondiale. Ce titre est le seul remporté par une équipe menée par le gérant des Orioles Earl Weaver.
Emmett Ashford devient durant cette finale le premier Afro-Américain à arbitrer en Série mondiale. Les cinq matchs de la finale sont tous joués en après-midi, et il s'agit de la dernière fois de l'histoire qu'aucun des matchs n'est présenté en soirée. La première rencontre le 10 octobre au Riverfront Stadium de Cincinnati est le premier match de Série mondiale jamais disputé sur gazon artificiel.
Opposant un club de Baltimore gagnant de 108 matchs à une équipe de Cincinnati forte de 102 succès, cette Série mondiale 1970 est la 7e de l'histoire et la dernière avant la Série mondiale 2017 à opposer deux clubs gagnants de 100 matchs ou plus dans la saison régulière venant de se terminer.

## Équipes en présence

### Orioles de Baltimore
De 1969 à 1971, les Orioles de Baltimore connaissent des saisons de 109, 108 et 101 victoires, respectivement. Ceci ne se traduit que par un seul titre des Ligues majeures, puisque le triomphe des Orioles en Série mondiale 1970 est précédé d'un surprenant revers aux mains des Mets de New York lors de la Série mondiale 1969, puis par une défaite face aux Pirates de Pittsburgh en Série mondiale 1971.
Avec 108 victoires contre 54 défaites en saison régulière, Baltimore prend en 1970 le premier rang de la division Est de la Ligue américaine pour la seconde de trois années consécutives, laissant loin derrière leurs plus proches poursuivants, les Yankees de New York, qui perdent 15 matchs de plus. Boog Powell, des Orioles, est le joueur par excellence de la saison 1970 dans la Ligue américaine. En Série de championnat de la Ligue américaine, Baltimore écarte les Twins du Minnesota, club de première place de la division Ouest avec trois victoires en trois matchs. Le titre du baseball majeur remporté en 1970 sur Cincinnati est le second de l'histoire des Orioles après leur succès en Série mondiale 1966 et le troisième viendra 13 ans plus tard, en 1983.
Dirigés par Earl Weaver, dont c'est la seule victoire en série finale, les Orioles comptent sur plusieurs futurs membres du Temple de la renommée : Brooks Robinson (voté meilleur joueur de cette Série mondiale), Frank Robinson, Jim Palmer et Weaver lui-même.

### Reds de Cincinnati
Sparky Anderson, futur gérant élu au Temple de la renommée du baseball, dirige les destinées des Reds de Cincinnati de 1970 à 1978. À sa première saison, il mène donc son club à son premier titre de la Ligue nationale depuis 1961. Les Reds d'Anderson sont battus en Série mondiale en 1970 et 1972, mais le club qui sera éventuellement désigné par le surnom Big Red Machine (« La Grosse machine rouge ») marquera la décennie et sera sacré champion des Séries mondiales de 1975 et 1976.
En 1970, les Reds terminent au premier rang de la division Ouest de la Ligue nationale, avec une avance de 14 matchs et demi sur leurs plus proches poursuivants, les Dodgers de Los Angeles. Les 102 victoires contre 62 défaites des Reds représentent un nouveau sommet dans l'histoire du club, bientôt dépassé par une saison de 108 victoires en 1975. Le receveur étoile de Cincinnati, Johnny Bench, est élu joueur par excellence de la saison 1970 dans la Ligue nationale. En Série de championnat 1970 de la Ligue nationale, ils l'emportent trois matchs à zéro sur les Pirates de Pittsburgh, le club de première place dans la division Est.
Outre Anderson, les Reds de 1970 alignent deux futurs membres du Temple de la renommée du baseball : Johnny Bench et Tony Pérez.

## Déroulement de la série

### Calendrier des rencontres
Il s'agit d'une série au meilleur de sept parties. La première équipe à remporter quatre parties de Série mondiale est sacrée championne.
| Match | Date       | Visiteur             | Hôte                 | Score |
| ----- | ---------- | -------------------- | -------------------- | ----- |
| 1     | 10 octobre | Orioles de Baltimore | Reds de Cincinnati   | 4 - 3 |
| 2     | 11 octobre | Orioles de Baltimore | Reds de Cincinnati   | 6 - 5 |
| 3     | 13 octobre | Reds de Cincinnati   | Orioles de Baltimore | 3 - 9 |
| 4     | 14 octobre | Reds de Cincinnati   | Orioles de Baltimore | 6 - 5 |
| 5     | 15 octobre | Reds de Cincinnati   | Orioles de Baltimore | 3 - 9 |

### Match 1
Samedi 10 octobre 1970 au Riverfront Stadium, Cincinnati, Ohio.
| Orioles de Baltimore | 0 | 0 | 0 | 2 | 1 | 0 | 1 | 0 | 0 | 4 | 7 | 2 |
| Reds de Cincinnati | 1 | 0 | 2 | 0 | 0 | 0 | 0 | 0 | 0 | 3 | 5 | 0 |
| Lanceurs partants : BAL : Jim Palmer CIN : Gary Nolan Vic. : Jim Palmer (1-0) Déf. : Gary Nolan (0-1) Sauv. : Pete Richert (1) HRs : BAL : Boog Powell (1), Elrod Hendricks (1), Brooks Robinson (1) CIN : Lee May (1) |   |   |   |   |   |   |   |   |   |   |   |   |

### Match 2
Dimanche 11 octobre 1970 au Riverfront Stadium, Cincinnati, Ohio.
| Orioles de Baltimore | 0 | 0 | 0 | 1 | 5 | 0 | 0 | 0 | 0 | 6 | 10 | 2 |
| Reds de Cincinnati | 3 | 0 | 1 | 0 | 0 | 1 | 0 | 0 | 0 | 5 | 7  | 0 |
| Lanceurs partants : BAL : Mike Cuellar CIN : Jim McGlothin Vic. : Tom Phoebus (1-0) Déf. : Milt Wilcox (0-1) Sauv. : Dick Hall (1) HRs : BAL : Boog Powell (2) CIN : Bobby Tolan (1), Johnny Bench (1) |   |   |   |   |   |   |   |   |   |   |    |   |

### Match 3
Mardi 13 octobre au Memorial Stadium, Baltimore, Maryland.
| Reds de Cincinnati | 0 | 1 | 0 | 0 | 0 | 0 | 2 | 0 | 0 | 3 | 9  | 0 |
| Orioles de Baltimore | 2 | 0 | 1 | 0 | 1 | 4 | 1 | 0 | X | 9 | 10 | 1 |
| Lanceurs partants : CIN : Tony Cloninger BAL : Dave McNally Vic. : Dave McNally (1-0) Déf. : Tony Cloninger (0-1) HRs: BAL : Frank Robinson (1), Don Buford (1), Dave McNally (1) |   |   |   |   |   |   |   |   |   |   |    |   |

En plus de lancer un match complet, le gaucher Dave McNally des Orioles devient le premier (et seul) lanceur de l'histoire à frapper un grand chelem dans un match de Série mondiale.

### Match 4
Mercredi 14 octobre au Memorial Stadium, Baltimore, Maryland.
| Reds de Cincinnati | 0 | 1 | 1 | 0 | 1 | 0 | 0 | 3 | 0 | 6 | 8 | 3 |
| Orioles de Baltimore | 0 | 1 | 3 | 0 | 0 | 1 | 0 | 0 | 0 | 5 | 8 | 0 |
| Lanceurs partants : CIN : Gary Nolan BAL : Jim Palmer Vic. : Clay Carroll (1-0) Déf. : Eddie Watt (0-1) HRs : CIN : Pete Rose (1), Lee May (2) BAL : Brooks Robinson (2) |   |   |   |   |   |   |   |   |   |   |   |   |

### Match 5
Jeudi 15 octobre au Memorial Stadium, Baltimore, Maryland.
| Reds de Cincinnati | 3 | 0 | 0 | 0 | 0 | 0 | 0 | 0 | 0 | 3 | 6  | 0 |
| Orioles de Baltimore | 2 | 2 | 2 | 0 | 1 | 0 | 0 | 2 | X | 9 | 15 | 0 |
| Lanceurs partants : CIN : Jim Merritt BAL : Mike Cuellar Vic. : Mike Cuellar (1-0) Déf. : Jim Merritt (0-1) HRs: BAL : Frank Robinson (2), Merv Rettenmund (1) |   |   |   |   |   |   |   |   |   |   |    |   |